# São Mateus do Sul (gemeente)
São Mateus do Sul is een gemeente in de Braziliaanse deelstaat Paraná. De gemeente telt 41.188 inwoners (schatting 2009).
De plaats ligt aan de rivier de Iguaçu.

## Aangrenzende gemeenten
De gemeente grenst aan Antônio Olinto, Mallet, Paulo Frontin, Rio Azul, Rebouças, São João do Triunfo, Canoinhas (SC) en Três Barras (SC).

## Verkeer en vervoer
De plaats ligt aan de wegen BR-476, PR-151, PR-281 en PR-364.